# 科博扎河
科博扎河是俄羅斯的河流，屬於莫洛加河的左支流，由沃洛格達州和諾夫哥羅德州負責管轄，河道全長184公里，流域面積2,660平方公里，河水主要來自融雪。